# جبريل ميلان
جبريل ميلان (بالإسبانية: Gabriel Milan)‏ هو سياسي إسباني، ولد في 1631 في ألمانيا، وتوفي في 26 مارس 1689 في الدنمارك بسبب قطع الرأس. انتخب Factor (agent) ‏.